# بیگانگان (مجموعه تلویزیونی آمریکایی)
بیگانگان (انگلیسی: The Outsiders) یک مجموعه درام آمریکایی است که از مارس تا ژوئیه ۱۹۹۰ از شبکه فاکس پخش شد. این مجموعه بر اساس شخصیت‌هایی از رمان بیگانگان در سال ۱۹۶۷ اثر سوزان الیوز هینتون است. تهیه‌کننده اجرایی سریال، فرانسیس فورد کوپولا، کارگردان فیلم مرتبط ۱۹۸۳ بود.